# 月野雅人
月野 雅人（つきの まさと、1988年12月1日 - ）は、宮崎県出身の元プロバスケットボール選手で、現在は指導者。現役時代のポジションはガード。

## 来歴
2004年に延岡学園高校に進学。1年生時よりメンバー入りし、全国高等学校総合体育大会バスケットボール競技大会（インターハイ）に出場。2年生時のインターハイではスターターを務めて初優勝、決勝の福岡大附大濠戦では14得点。同年の全国高等学校バスケットボール選抜優勝大会（ウインターカップ）は準優勝。3年次は主将を務め、インターハイベスト4、ウィンターカップベスト8。2年と3年生時には九州代表として全日本総合バスケットボール選手権大会にも出場している。
2007年、鹿屋体育大学に進学。1年生時よりメンバー入りし、全日本大学バスケットボール選手権大会（インカレ）には4年連続で出場。3年生時にベスト8。
卒業を間近に控えた2011年、bjリーグの宮崎シャイニングサンズとアーリーチャレンジ契約を結ぶ。2010-11シーズンの13試合に出場。
シーズン終了後、bjリーグ育成ドラフトにて全体3位で横浜ビー・コルセアーズに指名されたが、宮崎と継続して契約する。
2012年、岩手ビッグブルズへ移籍。2012-13シーズンはレギュラーシーズン全52試合にスターターとして出場し、プレーオフ進出に貢献した。1試合平均スティール数でリーグ6位の1.9本を記録。
2013-14シーズンも2シーズン連続で全試合スターター出場。
2015年オフ、新規参入の金沢武士団に移籍。
2018シーズンより仙台89ERSと契約。
2022シーズンより岩手ビックブルズに7シーズンぶりに復帰。2025年引退。
2025シーズンより徳島ガンバロウズのACに就任。

## 経歴
- 延岡学園高校 - 鹿屋体育大学 - 宮崎（2011年〜2012年） - 岩手（2012年〜2015年） - 金沢（2015年〜2018年） - 仙台（2018年〜2022年） - 岩手（2022年〜2025年）

## 記録
| シーズン | チーム | GP | GS | MPG  | FG%  | 3P%  | FT%  | RPG | APG | SPG | BPG | TO  | PPG |
| -------- | ------ | -- | -- | ---- | ---- | ---- | ---- | --- | --- | --- | --- | --- | --- |
| 2010-11  | 宮崎   | 13 | 0  | 3.8  |      |      |      |     |     |     |     |     | 1,5 |
| 2011-12  | 宮崎   | 51 | 7  | 9.6  |      |      |      |     |     |     |     |     | 2.2 |
| 2012-13  | 岩手   | 52 | 52 | 30.6 | .411 | .366 | .808 | 3.3 | 2.3 | 1.9 | 0.1 | 0.8 | 8.1 |
| 2013-14  | 岩手   | 52 | 52 | 27.1 | .451 | .370 | .775 | 3.4 | 2.2 | 1.2 | 0   | 1.1 | 6.7 |
| 2014-15  | 岩手   | 52 |    | 29.1 | .399 | .333 | .796 | 3.2 | 2.0 | 1.0 | 0.0 | 1.0 | 7.7 |